# Himantura pastinacoides
Himantura pastinacoides är en rockeart som först beskrevs av Pieter Bleeker 1852.  Himantura pastinacoides ingår i släktet Himantura och familjen spjutrockor. IUCN kategoriserar arten globalt som sårbar. Inga underarter finns listade i Catalogue of Life.